# Pseudocercospora plunkettii
Pseudocercospora plunkettii är en svampart som först beskrevs av Chupp, och fick sitt nu gällande namn av R.F. Castañeda & U. Braun 1991. Pseudocercospora plunkettii ingår i släktet Pseudocercospora och familjen Mycosphaerellaceae.   Inga underarter finns listade i Catalogue of Life.